# 6e soirée des prix Jutra
La 6e soirée des prix Jutra, récompensant les films québécois sortis en 2003, a lieu le 22 février 2004 et est diffusée à la télévision de Radio-Canada en direct du Théâtre Maisonneuve à Montréal.

## Déroulement
Le gala est animé par Sylvie Moreau pour une troisième fois consécutive. La cérémonie récompense la cuvée 2003, reconnue comme l'année la plus faste de l'histoire du cinéma québécois, mariant succès critique et recettes au guichet. Les films La Grande Séduction et Les Invasions barbares triomphent.

## Palmarès
Les lauréats sont indiqués ci-dessous en premier de chaque catégorie et en gras.

### Meilleur film
- Les Invasions barbares
  - La Grande Séduction
  - La Face cachée de la lune
  - Gaz Bar Blues

### Meilleure réalisation
- Denys Arcand pour Les Invasions barbares
  - Jean-François Pouliot pour La Grande Séduction
  - Bernard Émond pour 20h17 rue Darling
  - Louis Bélanger pour Gaz Bar Blues

### Meilleur acteur
- Serge Thériault pour Gaz Bar Blues
  - Rémy Girard pour Les Invasions barbares
  - Raymond Bouchard pour La Grande Séduction
  - Luc Picard pour 20h17 rue Darling

### Meilleure actrice
- Marie-Josée Croze pour Les Invasions barbares
  - Micheline Lanctôt pour Comment ma mère accoucha de moi durant sa ménopause
  - Ginette Reno pour Mambo Italiano
  - Sylvie Drapeau pour Le Piège d'Issoudun

### Meilleur acteur de soutien
- Pierre Collin pour La Grande Séduction
  - Benoît Brière pour La Grande Séduction
  - Pierre Curzi pour Les Invasions barbares
  - Sébastien Delorme pour Gaz Bar Blues

### Meilleure actrice de soutien
- Clémence DesRochers pour La Grande Séduction
  - Dorothée Berryman pour Les Invasions barbares
  - Guylaine Tremblay pour 20h17 rue Darling
  - Claudia Ferri pour Mambo Italiano

### Meilleur scénario
- Denys Arcand pour Les Invasions barbares
  - Ken Scott pour La Grande Séduction
  - Bernard Émond pour 20h17 rue Darling
  - Louis Bélanger pour Gaz Bar Blues

### Meilleure direction artistique
- Normand Sarazin pour Les Invasions barbares
  - Normand Sarazin pour La Grande Séduction
  - Jean Le Bourdais pour La Face cachée de la lune
  - Patricia Christie pour Mambo Italiano

### Meilleurs costumes
- Louise Gagné pour La Grande Séduction
  - Francesca Chamberland pour Mambo Italiano
  - Sophie Lefebvre pour Gaz Bar Blues
  - Brigitte Desroches pour Les Immortels

### Meilleur maquillage
- Brigitte Bilodeau pour La Face cachée de la lune
  - Evelyne Byot et Diane Simard pour Les Invasions barbares
  - Kathryn Casault pour 20h17 rue Darling
  - Claudette Casavant pour Nez rouge

### Meilleure direction de la photographie
- Allen Smith pour La Grande Séduction
  - Guy Dufaux pour Les Invasions barbares
  - Jean-Pierre St-Louis pour Gaz Bar Blues
  - Nathalie Moliavko-Visotzky pour Ma voisine danse le ska

### Meilleur montage
- Dominique Fortin pour La Grande Séduction
  - Isabelle Dedieu pour Les Invasions barbares
  - Louise Côté pour 20h17 rue Darling
  - Lorraine Dufour pour Gaz Bar Blues

### Meilleur son
- Claude Hazanavicius, Marcel Pothier et Michel Descombes pour La Grande Séduction
  - Patrick Rousseau, Michel Descombes, Gavin Fernandes et Marie-Claude Gagné pour Les Invasions barbares
  - Gilles Corbeil, Hans Peter Strobl et Louis Collin pour Gaz Bar Blues
  - Louis Hone pour Sur le seuil

### Meilleure musique
- Guy Bélanger et Claude Fradette pour Gaz Bar Blues
  - Jean-Marie Benoît pour La Grande Séduction
  - FM Le Sieur pour Mambo Italiano
  - Michel Cusson pour Père et Fils

### Meilleur long métrage documentaire
- Jean-Claude Labrecque pour À hauteur d'homme
  - Benoît Pilon pour Roger Toupin, épicier variété
  - Pascale Ferland pour L'Immortalité en fin de compte
  - Donald McWilliams pour The Fifth Province

### Meilleur court ou moyen métrage de fiction
- Stefan Miljevic pour Mammouth
  - Simon Lavoie pour Corps étrangers
  - Tomi Grgicevic pour Bager
  - Nicolas Roy pour Léo

### Meilleur court ou moyen métrage d'animation
- Masoud Raouf pour Bleu comme un coup de feu
  - Nicolas Brault pour Îlot
  - Steven Woloshen pour Two Eastern Hair Lines
  - Félix Dufour-Laperrière pour Encre noire sur fond d'azur

## Prix spéciaux

### Jutra-Hommage
- Richard Grégoire

### Film s'étant le plus illustré à l'extérieur du Québec
- Les Invasions barbares

### Billet d'or
- La Grande Séduction